# Ответный удар: Возмездие
«Ответный удар: Возмездие» (англ. Strike Back: Retribution) — шестой сезон популярного в Великобритании телесериала «Ответный удар». Этот сезон боевика состоит из десяти серий, демонстрировался в Великобритании с октября 2017 по февраль 2018, а в США с февраля по апрель 2018 года.

## Номер сезона
Данный сезон самим производителем заявляется шестым, а рядом других источников — пятым. Вопрос заключается в выборе изначального сезона медиафраншизы «Ответный удар». Производитель считает таким снятый по книге Криса Райана телесериал «Chris Ryan's Strike Back» 2010 года, и тогда получается 6-й сезон. Другие за начало принимают «Strike Back: Project Dawn» 2011 года, и тогда это 5-й сезон.

## Сюжет
Как и в предыдущих сезонах, показывается работа вымышленного особо секретного 20-го отдела (Section 20) британской военной разведки, занимающегося тайными силовыми операциями по всему миру. В отличие от предыдущих сезонов, все 10 серий объединены сквозным сюжетом с полностью новой командой 20-го отдела.

## В главных ролях
По умолчанию первые четверо перечислены в том порядке, в котором изображены (слева направо) на постере в карточке статьи. 
| Актёр             | Роль                                           |
| ----------------- | ---------------------------------------------- |
| Даниэль Макферсон | сержант Самуэль „Сэм“ Уайетт 20-й отдел        |
| Роксанна Макки    | капитан Натали Робертс 20-й отдел              |
| Уоррен Браун      | сержант Томас „Мас“ Макаллистер 20-й отдел     |
| Алин Сумарвата    | младший капрал Грейси Новин 20-й отдел         |
| Нина Сосанья      | полковник Адина Донован начальник 20-го отдела |
| Дон Хани          | Омар Идризи главарь террористов                |
| Кэтрин Келли      | Джейн Лоури жена и сообщница Омара Идризи      |
| Тревор Ив         | Айвз торговец оружием                          |
| Дэниел Серкейра   | Карим Марков создатель «Новичка»               |

## Серии
Дата первого показа относится к первому появлению на экранах Великобритании по сети Sky One. Показ сезона в США по сети Cinemax начался в феврале 2018 года, сразу после завершения показа в Великобритании.
| №  | Первый показ    | Синопсис |
| -- | --------------- | --- |
| 1  | 31 октября 2017 | В ходе серии формируется новая оперативная группа 20-го отдела военной разведки. Сержант SAS Томас Макаллистер (Уоррен Браун) — единственный выживший при неудачной эксфильтрации на сирийско-иорданской границе международного террориста Омара Идризи (Дон Хани). По возвращении на базу он избивает офицера и его ждёт военный трибунал. Руководитель 20-го отдела полковник Адина Донован (Нина Сосанья) как альтернативу суду предлагает ему стать сотрудником отдела. Первым заданием Макаллистера становится сержант JSOC Самуэль Уайетт (Даниэль Макферсон), которого нужно освободить из ливийской военной тюрьмы. В ходе дальнейших событий к группе присоединяются младший капрал SOCOMD Грейси Новин (Алин Сумарвата) и капитан SRR Натали Робертс (Роксанна Макки). |
| 2  | 7 ноября 2017   | События продолжаются в Ливии, где группа выслеживает сбежавшего в начале первой серии Омара Идризи, его британскую жену и верную сообщницу Джейн Лоури (Кэтрин Келли) и работающего на них торговца оружием Айвза (Тревор Ив). В конце серии Омар Идризи вероятнее всего уничтожен, но его жене удаётся скрыться. Следы её обнаруживаются в Будапеште. |
| 3  | 14 ноября 2017  | Группа направляется в Будапешт для поимки Джейн Лоури. Для выполнения задания Макаллистер и Уайетт проникают в группу венгерских правых экстремистов «Мадьяр Ультра» (Magyar Ultra). Неоднократно всплывает имя загадочного мужчины по имени или кличке Зарин (Дэниел Серкейра). Его преследованием завершается эпизод. |
| 4  | 21 ноября 2017  | События продолжаются развиваться в Венгрии. Удаётся выяснить, что Зарин — это бежавший из России специалист по химическому оружию Карим Марков. Он изобрёл особо мощное необнаружимое нервно-паралитическое вещество «Новичок» и потому интересен сразу нескольким террористическим группам. К концу серии группе 20-го отдела удаётся схватить Маркова, но по требованию начальства его передают венгерским властям. На военный конвой с Марковым нападают боевики Джейн Лоури и тот вновь оказывается на свободе. |
| 5  | 28 ноября 2017  | Через флешбэк раскрывается предыдущая карьера Карима Маркова. Работая в военной биолаборатории под Владивостоком, тот в 1998 был поставлен перед перспективой увольнения. Как месть начальству и коллегам Марков уничтожает всех в лаборатории изобретённым им «Новичком» и бежит за границу. Сюжет возвращается к текущим событиям. Группа 20-го отдела выслеживает Карима Маркова, пока тот по заказу Джейн Лоури не воссоздал «Новичок» для планируемой ею масштабной террористической атаки. Марков находится в Беларуси, на тайной базе, которую предоставил местный наркобарон Милош Борисо́вич (Питер Ферт). |
| 6  | 31 января 2018  | События продолжаются в Беларуси, где группа предотвращает террористический акт с использованием «Новичка» в аэропорту Минска. Однако террористический акт оказывается провокацией, которую Борисович поручил своему киллеру Юрию (Урс Рехн). Подтвердилась возможность проноса через таможню бинарного «Новичка» в виде отдельных компонентов. Также ожидалось появление в аэропорту группы 20-го отдела — и таким образом её обнаружение. |
| 7  | 7 февраля 2018  | Появляются данные, что Омар Идризи всё же не был убит во второй серии. Его поиски приводят группу в Германию. Там свою пока не до конца ясную игру ведёт владелец ЧВК Иоганнес Кригер (Адриан Буше). Выясняется, что о местонахождении Омара Идризи знает некая Рэчел Шеридан (Дервла Кирван). |
| 8  | 14 февраля 2018 | Выясняется, что Омар Идризи жив и содержится в некой тайной тюрьме на территории Польши, куда и перемещается действие. Тюрьма оказывается расположенной на подземной базе, являющейся частью загадочного Проекта «Тенебра». Группе удаётся проникнуть на базу и вывести Омара Идризи оттуда. |
| 9  | 21 февраля 2018 | Группа пытается вывести Омара Идризи, отбиваясь от атаки боевиков, организованной Айвзом. Появляются данные, что Джейн Лоури — бывший или действующий высокопоставленный агент британской разведки, обладающая «Атласом». Тот содержит описания всех прошлых и текущих тайных операций британской разведки. Полковник Донован получает приказы сверху заморозить деятельность 20-го отдела. В камео появляются агенты 20-го отдела прежних сезонов Майкл Стоунбридж (Филип Уинчестер) и Дамьен Скотт (Салливан Степлтон). В конце серии Джейн Лоури убита, Идризи и Айвз захвачены появившимся русским спецназом. |
| 10 | 28 февраля 2018 | Выясняется, что «Атлас» хранится на острове Авет (Avet Island, вымышленная локация). Группа проникает на остров и захватывает жёсткий диск с зашифрованным «Атласом». Появляются русский спецназ, КГБ и ГРУ, от которых группа укрывается на старой базе КГБ. Там они находят данные, которые предлагают в обмен на уход с острова. В конце серии группа, отстреливаясь, уходит от погони. |

## История создания
Сериал произведён студией Left Bank Pictures по заказу Sky One.
Режиссёр всех серий сезона — Эм Джей Бассет (в титрах как Michael J. Bassett). Сценарист всех серий — Джек Лотиан.
Съёмки сериала продолжались пять месяцев. Для первых двух серий группа на несколько недель выезжала в Иорданию, где сцены в пустыне снимались под Амманом и на северо-востоке страны. Европейские сцены снимались в основном в Будапеште и его окрестностях.
Сезон стал перезапуском телесериала после двухгодичного перерыва после пятого сезона, показанного в 2015 году. Были заменены все главные герои. Также вместо предыдущей схемы с двумя напарниками и достаточно независимыми сюжетами серий была введена четвёрка агентов и сквозной сюжет сезона.
Начиная с четвёртой серии (в Великобритании показана 21 ноября 2017, в США — 23 февраля 2018) команда 20-го отдела выслеживает беглого российского учёного Карима Маркова, изобретателя смертоносного нервно-паралитического вещества «Новичок» (англ. Novichok), секрет которого Марков готов передать в руки террористам. Это бинарное оружие, прекурсоры которого легко проносить незамеченными через таможенный контроль. «Нервный газ — необнаружимый, легко транспортируемый и в 10 раз сильнее любого другого образца».
Отравляющее вещество под таким же названием чуть позже получило всемирную известность после событий в Солсбери.

## Оценки
Предыдущий сезон 2015 года «Ответный удар: Наследие» показал падение зрительских рейтингов и некоторую усталость от бессменного тандема главных героев Майкла Стоунбриджа (Филип Уинчестер) и Дамьена Скотта (Салливан Степлтон), после чего последовало решение о закрытии сериала. Новость о перезапуске сериала с полностью обновлённой командой героев вызвала интерес и ожидания у критиков. Ожидания эти оправдались не полностью: финальные рейтинги просмотров оказались даже ниже, чем у предыдущего сезона 2015 года. Тем не менее Sky One и Cinemax почитали перезапуск достаточно обнадёживающим для продолжения сериала в новом формате, но, учитывая накопленные оценки зрителей, с изменённой командой героев. Проект покинули Нина Сосанья (начальник 20-го отдела) и Роксанна Макки (капитан Натали Робертс). 20-й отдел возглавил Джейми Бамбер (полковник Александр Колтрейн), а команду пополнила Варада Сету (младший капрал Маниша Четри).  Новый состав был представлен в серии «Ответный удар: Революция», вышедшей на экраны в январе 2019 года.

### Содержание серий
1. ↑  Greg Ellwood. Strike Back: Retribution 6×01 Recap. Entertainment Focus (31 октября 2017). Дата обращения: 10 сентября 2020. Архивировано 30 сентября 2020 года.
2. ↑  Greg Ellwood. Strike Back: Retribution 6×02 Recap. Entertainment Focus (9 ноября 2017). Дата обращения: 10 сентября 2020. Архивировано 4 декабря 2020 года.
3. ↑  Greg Ellwood. Strike Back: Retribution 6×03 Recap. Entertainment Focus (15 ноября 2017). Дата обращения: 10 сентября 2020. Архивировано 21 октября 2020 года.
4. 1 2  Strike Back - Episode 6.04 - Review. spoilertv.com (28 февраля 2018). — «<…> something called Novichok. A nerve gas that was undetectable, easy to transport, and 10 times stronger than any other strain.» Дата обращения: 10 сентября 2020. Архивировано 10 сентября 2020 года.
5. ↑  Greg Ellwood. Strike Back: Retribution 6×04 Recap. Entertainment Focus (26 ноября 2017). Дата обращения: 10 сентября 2020. Архивировано 22 октября 2020 года.
6. 1 2  Episode 5. Cinemax. — «Section 20 attempts to intervene before the lethal Novichok cocktail is completed.» Дата обращения: 10 сентября 2020. Архивировано 10 сентября 2020 года.
7. ↑  Greg Ellwood. Strike Back: Retribution 6×05 Recap. Entertainment Focus (1 декабря 2017). Дата обращения: 10 сентября 2020. Архивировано 31 октября 2020 года.
8. ↑  Greg Ellwood. Strike Back: Retribution 6×06 Recap. Entertainment Focus (4 февраля 2018). Дата обращения: 10 сентября 2020. Архивировано 4 декабря 2020 года.
9. ↑  Greg Ellwood. Strike Back: Retribution 6×07 Recap. Entertainment Focus (14 февраля 2018). Дата обращения: 10 сентября 2020. Архивировано 22 сентября 2020 года.
10. ↑  Greg Ellwood. Strike Back: Retribution 6×08 Recap. Entertainment Focus (17 февраля 2018). Дата обращения: 10 сентября 2020. Архивировано 25 октября 2020 года.
11. ↑  Greg Ellwood. Strike Back: Retribution 6×09 Recap. Entertainment Focus (25 февраля 2018). Дата обращения: 10 сентября 2020. Архивировано 29 сентября 2020 года.
12. ↑  Greg Ellwood. TVStrike Back: Retribution 6×10 Season Finale Recap. Entertainment Focus (3 марта 2018). Дата обращения: 10 сентября 2020. Архивировано 29 сентября 2020 года.